# Portugalete
Portugalete – miasto w północnej Hiszpanii w Kraju Basków nad Zatoką Biskajską. Wchodzi w skład zespołu miejskiego Bilbao (Gran Bilbao). Miasto liczy 49 tysięcy mieszkańców, przy czym gęstość zaludnienia jest dość duża – ponad 15000 osób na km².

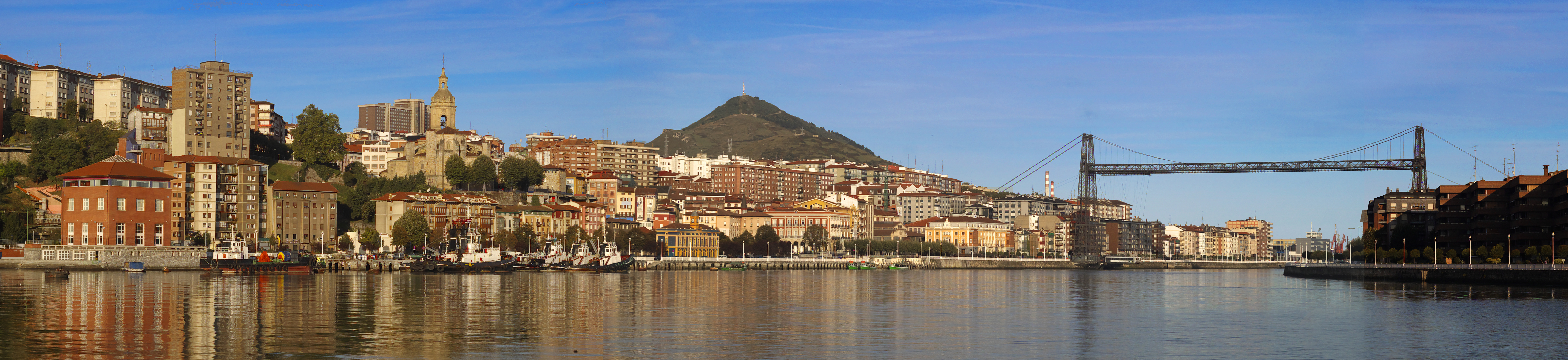
Most Biskajski

Portugalete zasłynęło dzięki Mostowi Biskajskiemu, który znalazł się na liście światowego dziedzictwa UNESCO.
Inne ważne zabytki to: gotycko-renesansowa bazylika Santa María oraz w Torre (wieża) de Salazar z XV wieku.
W mieście jest stacja kolejowa Portugalete.